# 阿耶洛有果菌属
阿耶洛有果菌属（学名：Ajellomyces）是阿耶洛双态菌科的一个属，其实是某些双态性真菌在有性生殖相的有果形，目前包括荚膜阿耶洛有果菌、肥大阿耶洛有果菌与皮炎阿耶洛有果菌三个种， 
它们分布广泛，特别是在热带地区。本属的无果形之一就是著名的荚膜组织胞浆菌，是组织胞浆菌病的致病菌。 无果形组织胞浆菌其实并没有荚膜，只有阿耶洛有果菌属的有果形才有荚膜。

## 下属物种
本属包括以下物种：
- Ajellomyces capsulatus (Kwon-Chung) McGinnis & Katz, 1979
- Ajellomyces crescens Sigler[5]
- Ajellomyces dermatitidis McDonough & A.L.Lewis, 1968[5]，为Zymonema dermatitidis (Gilchrist & W.R.Stokes) C.W.Dodge的异名